# Bałta (topór)
Bałta – topór bojowy, wywodzący się najprawdopodobniej z Bliskiego Wschodu. Bałta posiada duże i szerokie ostrze o kształcie półksiężyca lub rzadko półkola, osadzone na dużym toporzysku z drewna bądź metalu. Używany był zarówno do rzucania, jak i do walki wręcz. Często był ozdabiany grawerowanymi ornamentami. Używany był od XV do XVII wieku.